# Johannes Thome
Johannes Ulrich Vinzenz Thome (* 8. Dezember 1967 in Saarbrücken) ist ein deutscher Psychiater und Hochschullehrer.

## Kurzbiografie
Thome studierte Medizin, Philosophie und Sozialpsychologie und promovierte sowohl in Medizin (1993) als auch in Philosophie (1994) an der Universität des Saarlandes. Er absolvierte seine Ausbildung in Psychiatrie an der Universität Würzburg, Deutschland, und arbeitete dann als Postdoktorand an der Division of Molecular Psychiatry der Yale University School of Medicine in den USA. Nach zweijähriger Forschungstätigkeit auf dem Gebiet der molekularen Psychiatrie und Psychopharmakologie arbeitete er als Facharzt für Psychiatrie und Psychotherapie, Oberarzt sowie als Hochschuldozent am Zentralinstitut für seelische Gesundheit Mannheim (ZI) der Universität Heidelberg. Von 2004 bis 2011 hatte er den Lehrstuhl für Psychiatrie am Institute of Life Sciences der Swansea University, Wales, inne. Seit 2011 ist er Inhaber des Lehrstuhls für Psychiatrie und Psychotherapie an der Universität Rostock sowie Direktor der Klinik und Poliklinik für Psychiatrie und Psychotherapie der Universität Rostock. Er besitzt auch die britische Staatsbürgerschaft.

## Arbeit
Thomes Forschungsinteressen konzentrieren sich auf die (1) Prozesse im Gehirn, die auf zellulärer, genetischer und molekularer Ebene stattfinden, wenn psychiatrische Störungen entstehen (z. B. Depressionen, Psychosen, ADHS bei Erwachsenen, Demenz), (2) Psychopharmakologie sowie (3) interdisziplinäre Aspekte der Psychiatrie, einschließlich der Psychopathologie, Neuropsychologie und Philosophie. Er hat bislang mehrere Bücher und etwa 250 Artikel in wissenschaftlichen Fachzeitschriften verfasst und mitverfasst (gemäß PubMed und Google Scholar). Er ist Mitglied des Editorial Boards mehrerer wissenschaftlicher Fachzeitschriften und regelmäßiger Gutachter von wissenschaftlichen Manuskripten aus den Bereichen Psychiatrie und Neurowissenschaften sowie Gutachter von Forschungsanträgen, die bei nationalen und internationaler Drittmittelgebern zur Forschungsförderung eingereicht werden.
Thome ist bzw. war Vorsitzender der AGNP, Generalsekretär der World Federation of ADHD, Mitglied des Vorstands des UK Adult ADHD Network, aktives Mitglied in verschiedenen psychiatrischen Fachverbänden, erhielt die Klinggräff-Medaille des Stiftervereins Alter Corpsstudenten und engagierte sich in der Organisation verschiedener psychiatrischer und pharmakologischer Forschungskongresse.

## Auswahl besonderer Beiträge und Aktivitäten
- Erasmus-Stipendiat der Europäischen Union (1992)
- Stipendiat der Deutschen Forschungsgemeinschaft (DFG) von 1997 bis 1999
- W. A. Carlezon Jr, J. Thome, V. G. Olson, S. B. Lane-Ladd, E. S. Brodkin, N. Hiroi, R. S. Duman, R. L. Neve, E. J. Nestler: Regulation of cocaine reward by CREB. In: Science. Band 282, Nr. 5397, 1998, S. 2272–2275. doi:10.1126/science.282.5397.2272 PMID 9856954
- R. S. Duman, J. Malberg, J. Thome: Neural plasticity to stress and antidepressant treatment. In: Biol Psychiatry. Band 46, Nr. 9, 1999, S. 1181–1191. PMID 10560024
- T. Schramme, J. Thome (Hrsg.): Philosophy and Psychiatry. de Gruyter, Berlin 2004, ISBN 3-11-017800-1.
- J. Thome: Molekulare Psychiatrie – Theoretische Grundlagen, Forschung und Klinik. Huber Verlag, Bern 2005, ISBN 3-456-83503-5.
- Vortrag zum Thema „Willensfreiheit und Determinismus aus psychiatrischer und neurowissenschaftlicher Sicht“, 4. Symposium der Preisträger der Klinggräff-Medaille, 2008.[19]
- Honorary Professor an der School of Medicine der Swansea University, Wales, Großbritannien, seit 2011.
- J. Thome, A. C. Ehlis, A. J. Fallgatter, K. Krauel, K. W. Lange, P. Riederer, M. Romanos, R. Taurines, O. Tucha, M. Uzbekov, M. Gerlach: Biomarkers for attention-deficit/hyperactivity disorder (ADHD). A consensus report of the WFSBP task force on biological markers and the World Federation of ADHD. In: The World Journal of Biological Psychiatry. Band 13, Nr. 5, 2012, S. 379–400. PMID 22834452
- A. L. Baird, A. N. Coogan, A. Siddiqui, R. M. Donev, J. Thome: Adult attention-deficit hyperactivity disorder is associated with alterations in circadian rhythms at the behavioural, endocrine and molecular levels. In: Mol Psychiatry. Band 17, Nr. 10, 2012, S. 988–995. PMID 22105622
- A. N. Coogan, B. Schutová, S. Husung, K. Furczyk, B. T. Baune, P. Kropp, F. Häßler, J. Thome: The circadian system in Alzheimer's disease: disturbances, mechanisms, and opportunities. In: Biol Psychiatry. Band 74, Nr. 5, 2013, S. 333–339. PMID 23273723
- J. Thome (Hrsg.): Emil Kraepelin: Werden – Sein – Vergehen. Gedichte. Medizinisch Wissenschaftliche Verlagsgesellschaft, Berlin 2014, ISBN 978-3-95466-127-5.
- A. N. Coogan, A. L. Baird, A. Popa-Wagner, J. Thome: Circadian rhythms and attention deficit hyperactivity disorder: The what, the when and the why. In: Prog Neuropsychopharmacol Biol Psychiatry. Band 67, 2016, S. 74–81. PMID 26776072
- Pro-Con-Debate: Do we need to treat subthreshold ADHD? 7th World Congress on ADHD, 2019.[20]
- Vorsitzender der Arbeitsgemeinschaft für Neuropsychopharmakologie und Pharmakopsychiatrie (AGNP) (1. Vorsitzender seit 2020, zuvor 3. Vorsitzender).[10]
- J. Thome: Sokrates. Philosophie der Selbsterkenntnis. (= Philosophie für unterwegs. Band 16). Halle 2025, ISBN 978-3-96311-458-8.
- J. Thome: Immanuel Kant. Philosophie der Vernunft. (= Philosophie für unterwegs. Band 25). Halle 2025, ISBN 978-3-96311-942-2.